# Aplogompha angusta
Aplogompha angusta är en fjärilsart som beskrevs av Dyar 1915. Aplogompha angusta ingår i släktet Aplogompha och familjen mätare. Inga underarter finns listade i Catalogue of Life.